# Anton Soini
Anton Soini, född Antti Johan Kyyriäinen 9 december 1888 i Idensalmi, död 29 april 1961 i Helsingfors, var en finländsk skådespelare, regissör och teaterchef.

## Biografi
Soini var son till muraren och violinisten Pekka Kyyriäinen och dennes hustru Reeta Liisa. Familjen var svensktalande Anton inledde sin karriär som kvällsskådespelare vid arbetarteatern i Idensalmi, vid vilken han verkade 1913–1918. 1921–1922 verkade han som ledare för arbetarteatern i Sörnäs, som kvällsskådespelare vid folkteatern 1922–1923, skådespelare vid arbetarteatern i Åbo 1923–1924 och som chef för arbetarteatern i Joensuu 1924–1925 och arbetarteatern i Vasa 1925–1928. Vidare verkade Soini som regissör och skådespelare vid arbetarteatern i Helsingfors 1928–1937 samt 1941–1942, som skådespelare vid teatern i Lahtis 1937–1941 och Kemis stadsteater 1942–1944, som chef vid Torneås arbetarteater 1944-45 och innehade samma funktion vid teatern i Seinäjoki 1945–1946.
Soini filmdebuterade 1921 och kom att inneha nära 130 filmroller fram till 1961. Han var gift två gånger.